# William Floyd

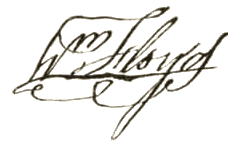
Signature de Floyd

William Floyd, né le 17 décembre 1734, mort le 4 août 1821, fut un signataire de la déclaration d'indépendance des États-Unis en tant que représentant de l'État de New York.

## Biographie
Il nait dans le Brookhaven (Long Island, État de New York) et reprend la ferme familiale lors de la mort de son père. Il était un membre de la Milice du Comté de Suffolk (New York) vers le début de la guerre d'indépendance américaine, devenant Général de division. Il est choisi pour représenter l'État de New York au Premier Congrès continental de 1774 à 1776. En 1776, il signe la déclaration d'indépendance des États-Unis. De 1777 à 1788, il est membre du Sénat de l'État de New York. En 1789, il est élu au Congrès américain, conformément à la nouvelle Constitution et y siège en tant qu'élu anti-administration du 4 mars 1789 au 3 mars 1791. Il retourne au Sénat de l'État de New York en 1808.

## Héritages
Il y a divers endroits ou institutions nommés d'après William Floyd, dont :
- Le William Floyd School District, aujourd'hui Brookhaven (New York), qui inclut William Floyd Elementary, William Floyd Middle School et William Floyd High School.
- Willima Floyd Parkway, aussi County Route 46 (Suffolk County, New York), dans le Brookhaven (New York).
- La ville de Floyd (New York), dans le Comté d'Oneida (New York).
- General William Floyd Elementary School, dans la Holland Patent High School, Comté d'Oneida (New York).

## Source
- (en) Cet article est partiellement ou en totalité issu de l’article de Wikipédia en anglais intitulé « William Floyd » (voir la liste des auteurs).